# گوانگ‌میونگ
گوانگ‌میونگ
شهر گوانگ‌میونگ (به کره‌ای: 광명) (به انگلیسی: Gwangmyeong) با جمعیت  ۳۲۰٫۲۶۸  نفر در ایالت  گیونگی-دو در کشور کره‌جنوبی واقع شده‌است.